# دانيال فايفر
دانيال فايفر (بالإنجليزية: Daniel Pfeiffer) هو ناطق رسمي أمريكي، ولد في 24 ديسمبر 1975 في ويلمنغتون في الولايات المتحدة.

## روابط خارجية
- دانيال فايفر على موقع IMDb (الإنجليزية)